# Bakerrijm

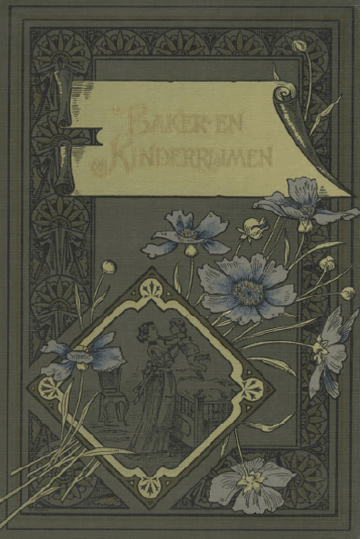
Nederlandsche baker- en kinderrijmen, verzameld door Johannes van Vloten, 4e druk 1894

Een bakerrijm is een rijm of wiegelied dat eerst gezongen of opgezegd wordt door de baker (kraamverzorgster) van het kind en zijn moeder en later wanneer het kind ouder wordt, gebruikt wordt om het kind op te voeden en dingen aan te leren. Bakerrijmpjes werden vaak mondeling van generatie op generatie doorgegeven en waren vaak anoniem, hoewel sommige schrijvers zoals Johannes van Vloten verzamelingen van bakerrijmen aanlegden en publiceerden, in liedboeken als Nederlandsche baker- en kinderrijmen.

## Voorbeeld
Een voorbeeld van een bekend bakerrijmpje is Slaap, kindje, slaap:
Slaap, kindje, slaap
daar buiten loopt een schaap.
Een schaap met witte voetjes
dat drinkt zijn melk zo zoetjes.
Slaap, kindje, slaap
daar buiten loopt een schaap.

## Verwijzingen
- Lemma Bakerrijm in het Algemeen Letterkundig Lexicon,  G.J. van Bork, D. Delabastita, H. van Gorp, P.J. Verkruijsse en G.J. Vis, 2012, geraadpleegd op 22 april 2021.